# Сукачёв, Гарик
И́горь Ива́нович (Га́рик) Сукачёв (род. 1 декабря 1959, Мякинино, Московская область, СССР) — советский и российский рок-музыкант, певец, поэт, композитор, актёр кино, озвучивания и дубляжа, режиссёр театра и кино, сценарист, телеведущий. Лидер групп «Закат Солнца вручную» (1977—1983), «Постскриптум (P.S.)» (1982), «Бригада С» (1986—1994; с 2015) и «Неприкасаемые» (1994—2013). В 1992 году — ведущий авторской телепередачи «Беседка» на «1-м канале Останкино».

## Биография
Родился 1 декабря 1959 года в деревне Мякинино Московской области (ныне входит в состав Западного административного округа Москвы). Сукачёв любит рассказывать историю о том, как его мать, понимавшая, что срок родов уже подошёл, решила самостоятельно в морозную ночь дойти пешком из деревни Мякинино до роддома. Дойдя до Москвы-реки, женщина не смогла двигаться дальше — начались роды. Ей на помощь пришла соседка. Спустя год после рождения Сукачёва семья переехала в рабочий посёлок Тушино, где, собственно, и вырос Игорь.
В раннем детстве обучился играть на баяне. Отец, увидев талант сына, решил сделать из него музыканта. Его преподаватель был знаменитым музыкантом, одним из лучших баянистов страны, а музыкальная школа № 17, где он учился, была одна из лучших в Москве.
В 1977 году собрали свою первую группу «Закат Солнца вручную». В 1979 году у коллектива выходит одноимённый альбом. В 1983 году распадаются.
Окончил Московский техникум железнодорожного транспорта, отделение 2904, специализация «Строительство железных дорог, путь и путевое хозяйство». В послужном списке музыканта — проектирование железнодорожной станции «Тушино».
Чуть ранее вместе с Евгением Хавтаном собирают коллектив «Постскриптум (P.S.)». В 1982 году музыканты издают альбом «Не унывай!». После ухода Гарика группа меняет название на «Браво».

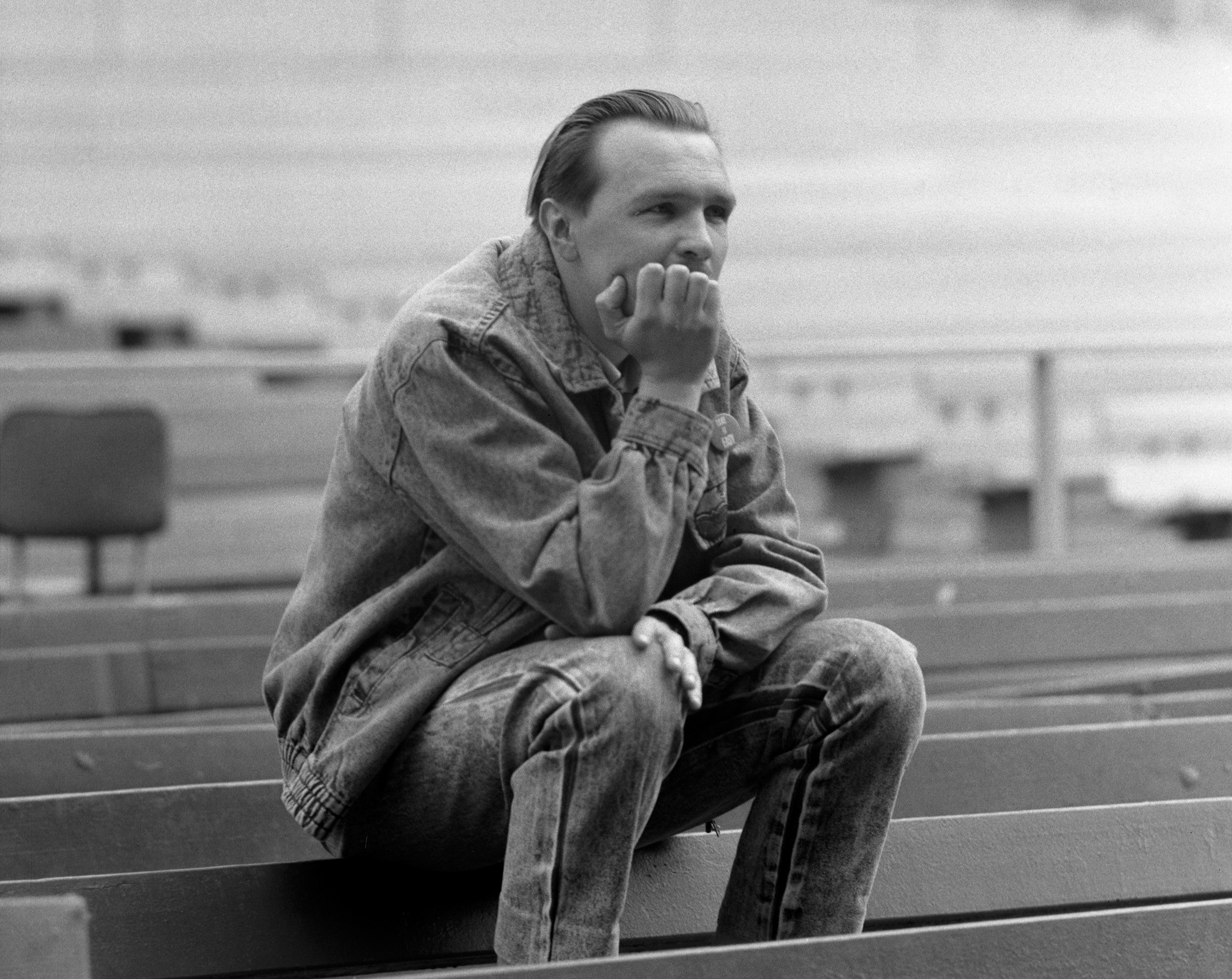
Сукачёв в начале карьеры, 1988 год

В 1987 году окончил Липецкое областное культурно-просветительное училище, получив диплом режиссёра театра. Во время учёбы познакомился с Сергеем Галаниным. Годом ранее вместе с ним создаёт группу «Бригада С».
В 1989 году группа «Бригада С» снялась в художественном фильме «Трагедия в стиле рок» Саввы Кулиша.
В 1990 году принял участие в акции «Рок чистой воды». В 1991 году Гарик организовал концерт «Рок против террора», на котором состоялось одно из первых в СССР публичное выступление в защиту сексуальных меньшинств.
В 1994 году распадается «Бригада С». Сукачёв набирает новый состав и исполняет новый материал. Так появляется коллектив «Неприкасаемые».
Сценический образ Сукачёва был охарактеризован как «гремучая смесь хулиганствующего пролетария и старого солдата, „не знающего слов любви“».
В этот период Сукачёв, Аюпов и Скляр после концертов всё чаще устраивают «проставлялово» — когда публика расходилась, музыканты играли для себя. Репертуар: Высоцкий, Димитриевич, цыганщину, песни, которые писались музыкантами в стол. Так новая команда отыграла 5 концертов и записала альбом «Боцман и Бродяга». Скляр позднее записывает акустический альбом, а Сукачёв выпускает «Песни с окраин».

У меня целый период, более 10 лет, был связан именно с такой музыкой. Я всегда любил цыган, дружил с ними, но тут я с ними просто сросся. Они мне, кстати, все[прояснить] обещают паспорт цыганский справить — как только его разрешат.

Летом 2002 года на студии началась работа над новым материалом музыканта под рабочим названием «Человек-привычка». В ходе работы альбом был переименован в «Поэтику», туда вошли десять произведений, три из которых — каверы. Диск «Поэтика» вышел в конце марта 2003 года, а 8—9 апреля в ГЦКЗ «Россия» прошли презентации с участием приглашённых музыкантов и друзей Гарика.
27 мая 2009 года Сукачёв на своём мотоцикле Harley-Davidson сбил человека. Пострадавший провёл неделю в реанимации.
16 сентября 2013 года вышел новый альбом «Внезапный будильник», большинство песен которого и некоторые не вошедшие были представлены в эфире «Нашего Радио».
С осени 2019 года — ведущий программы «СССР. Знак качества» на телеканале «Звезда».
В ноябре 2019 года выпускает альбом «246», в который вошли 7 композиций.
20 марта 2020 года состоялась цифровая премьера песни Сукачёва «Тишина». Композиция стала первой, записанной на собственной студии исполнителя.
14 декабря 2020 года Сукачёв выпустил экранизированный сингл «Разговор на остановке трамвая». Песня посвящена штурму Грозного, произошедшему в новогоднюю ночь с 1994 на 1995 год.
В поддержку совместного с Александром Ф. Скляром альбома «Боцман и бродяга. Часть 2» 11 ноября 2021 года состоялась премьера клипа «А жизнь моя течёт и катится». В съёмках участвовала семья, близкие друзья и их дети, музыканты и члены команды (в том числе Ольга, супруга И. Сукачёва, их дети Анастасия и Александр Королёвы; Сергей Галанин и его жена Ольга, их сыновья Павел и Тимофей, внучка Авдотья Галанина; Дмитрий Сланский, Дмитрий Варшавчик, Лана Шеманкова, Елена Филиппова, Владимир Тирон, Василий Мищенко, Михаил Горевой, Марина Майко, Иван Харатьян, Сергей Воронов). Режиссёры видео — Гарик Сукачёв и Андрей Томашевский.
2 декабря 2021 года состоялась премьера 13-минутного фильма-клипа «Пой, ветер», главную роль в котором исполнил Василий Мищенко. Также в видео заняты Регина Здрок, Андрей Томашевский, Виктория Новосельская, Алиса Прокопова и Майя Прокопова. Автор сценария и режиссёр — Гарик Сукачёв, второй режиссёр — Андрей Томашевский, оператор-постановщик — Вартан Канцедал.
Премьера 9-минутного фильма-клипа «Помнишь» на песню из одноимённого мини-альбома была анонсирована на 19 января 2022 года.

## Семья

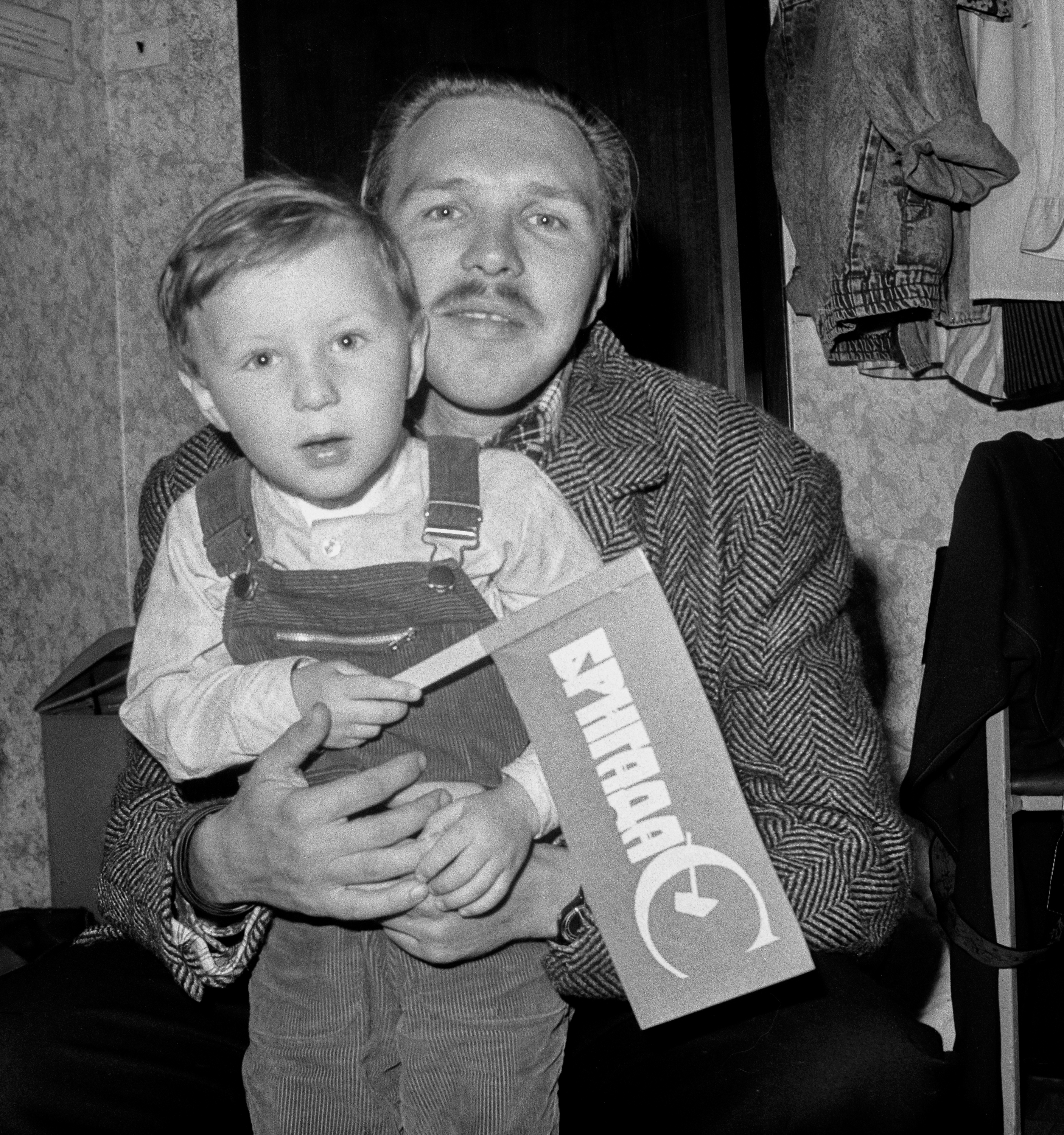
С сыном Александром Королёвым, который держит флажок с названием группы отца «Бригада С», сентябрь 1988 года

Отец Иван Фёдорович Сукачёв (1927—2004), родился в Костемерево Скопинского района Рязанской области в многодетной семье. В 1944 году был призван в армию; служил в Литве во внутренних войсках и сражался с «лесными братьями». В армии научился играть на тубе. В составе военного оркестра выступал на танцах, где и познакомился с матерью Игоря. Позднее окончил Автомеханический институт. Работал инженером-технологом на заводе «Красный октябрь», играл на тубе в заводском оркестре. В 1993 году принимал участие в записи альбома «Реки» «Бригады С» в записи песни «Вальс Москва», снялся в клипе на эту песню. В 2004 году умер в Москве.
Мать Валентина Елисеевна Сукачёва (Богданова) (18.11.1927— ?). Родилась в селе Ляды Псковской области. Немецкими оккупантами была привлечена на принудительные работы. Вскоре Валентине удалось сбежать; она попала в партизанский отряд, стала минёром.
Дед по материнской линии Елисей Богданов, работал начальником райпотребсоюза. Был расстрелян немцами в начале Великой Отечественной войны. На основе того, что рассказывала мать о гибели деда, Сукачёв снял фильм «Праздник».
Жена с 1983 года — Ольга Николаевна Королёва (род. 18 августа 1961). Чтобы муж смог снять фильм «Праздник», продала свой ресторанчик «Вудсток». Посвятил жене песню «Ольга».
Сын Александр Игоревич Королёв (род. 1 августа 1985) — режиссёр; окончил английский Университет Роухэмптон; имеет степень бакалавра в области киноведения. Также окончил Американский институт киноискусства (AFI), имеет магистерскую степень в области монтажа игрового кино. Выпускник Киношколы Александра Митты по режиссуре игрового кино. Режиссёр программы «КультБюро». Снимался в фильмах: «Праздник», «Королева красоты, или Очень трудное детство», «Дом Солнца». В 2016 году написал сценарий и снял фильм «Забытое».
Дочь Анастасия Игоревна Королёва (род. 24 мая 2004).

## Общественная позиция
С августа 2017 года внесён в украинскую базу данных «Миротворец».
Поддержал военное вторжение России на Украину.
За оправдание войны России против Украины находится под санкциями Совета национальной безопасности и обороны Украины от 18 апреля 2025 года «О применении персональных специальных экономических и других ограничительных мер».

## Награды
- Главный приз «Золотой Феникс» за фильм «Дом Солнца» на III кинофестивале «Золотой Феникс» (2010).
- Номинация «Лучший фильм» за фильм «Праздник» на кинофестивале Бригантина (2001).
- Номинация «Лучший режиссёрская работа» за фильм «Праздник» на кинофестивале Бригантина (2001).
- Лауреат премии «Чайка
» в номинации «Мелодии и ритмы» за лучшее музыкальное оформление спектакля в прошедшем сезоне (1997, спектакль «Злодейка или крик Дельфина» МХАТ им. Чехова).
- В коттеджном посёлке в границах деревни Синявка Липецкой области в честь Гарика Сукачёва назвали одну из улиц — Большой Сукачёвский переулок[29][30].

## Дискография

### «Закат Солнца вручную»
- 1979 — Закат Солнца вручную (магнитоальбом)

### «Постскриптум (P.S.)»
- 1982 — Не унывай! (магнитоальбом)

### «Бригада С»
- 1988 — Наутилус Помпилиус и Бригада С
- 1988 — Добро пожаловать в запретную зону (магнитоальбом)
- 1988 — Ностальгическое танго (магнитоальбом)
- 1991 — Аллергии — нет!
- 1992 — Всё это рок-н-ролл
- 1993 — Реки
- 1994 — Я обожаю jazz. Зэ бэст 1986—1989

### Сольные альбомы
- 1991 — Акция «Нонсенс»
- 1996 — Песни с окраины
- 1998 — Барышня И Дракон
- 1998 — Кризис среднего возраста (саундтрек)
- 2001 — Фронтовой альбом
- 2003 — 44
- 2003 — Poetica
- 2005 — Перезвоны
- 2013 — Внезапный будильник
- 2019 — 246

### Мини-альбомы
- 2021 — Помнишь

### Синглы
- 2014 — Бойцы (с Ланой Шеманковой)
- 2016 — Огни играют
- 2016 — 246 шагов
- 2018 — Нас окружают (с CeloFan)
- 2020 — Тишина
- 2020 — Враги сожгли родную хату
- 2020 — Бусидо. Путь самурая
- 2020 — Разговор на остановке трамвая
- 2022 — Я остаюсь (кавер Анатолий Крупнов) (feat. рок-музыканты)
- 2022 — Незачем ждать

### «Неприкасаемые»
- 1994 — Брёл, брёл, брёл
- 1996 — Неприкасаемые. Часть II
- 1999 — Города, где после дождя дымится асфальт
- 2002 — Ночной полёт
- 2005 — Третья чаша

### Концертные альбомы
- 1995 — Между водой и огнём
- 1996 — Концерт в МХАТ им. Чехова
- 2006 — Оборотень с гитарой
- 2010 — 5:0 в мою пользу

### Совместные альбомы
- 1995 — Боцман и бродяга (с Александром Ф. Скляром[31])
- 1999 — Слова-воробышки (со Сталкером)
- 2021 — Боцман и бродяга. Часть 2 (с Александром Ф. Скляром)[32]

### Трибьюты
- 2011 — в программе «ДОстояние РЕспублики» гостями были исполнены песни Гарика Сукачёва.
- 2014 — Мой Высоцкий. Трибьют Владимиру Высоцкому в исполнении Гарика Сукачёва. В записи приняли участие Сергей Галанин, Александр Ф. Скляр, Павел Кузин и другие[33].
- 2025 — Любэ 35. Всё опять начинается. Трибьют группе «Любэ»

## Работа в кино

### Актёрские работы
- 1988 — Шаг — лаборант
- 1988 — Защитник Седов — Скрипко, секретарь суда
- 1988 — Дама с попугаем — музыкант
- 1991 — Затерянный в Сибири — урка
- 1992 — Пустельга — прапорщик «Першинг», военрук
- 1993 — Тараканьи бега — капитан
- 1995 — Роковые яйца — Панкрат
- 1995 — Прибытие поезда (киноальманах) — Яшка, бродячий музыкант
- 1995 — Старые песни о главном — амнистированный
- 1997 — Кризис среднего возраста — Пётр Геннадьевич Инжаков (Энджи)
- 1998 — Старые песни о главном 3 — исполнитель песни Высоцкого
- 1999 — Небо в алмазах — Коперник
- 2001 — Праздник — немецкий офицер
- 2002 — Притяжение — Арсеньев
- 2004 — Француз — Лёнчик, дальнобойщик
- 2004 — Женщины в игре без правил — Гарик
- 2004 — Смерть Таирова — Василий Ванин
- 2005 — Жмурки — Мозг
- 2005 — Люби меня — музыкант в баре
- 2005 — Арье — Арье, ангел
- 2006 — Первый Скорый — камео
- 2010 — Егорушка — камео
- 2010 — Дом Солнца — Владимир Высоцкий (в титрах не указан)
- 2012 — Ржевский против Наполеона — камео
- 2013 — Кукушечка — Толик Рябой
- 2016 — Птица — ангел
- 2020 — Чума! — придворный певец
- 2021 — Марш утренней зари — заказчик[34]
- 2022 — Ёлки-иголки — дядя
- 2024 — Музыка времени — камео

### Режиссёрские работы
- 1997 — Кризис среднего возраста
- 2001 — Праздник
- 2010 — Дом Солнца
- 2017 — То, что во мне
- 2021 — Помнишь

### Сценарные работы
- 1997 — Кризис среднего возраста
- 2001 — Праздник
- 2010 — Дом Солнца
- 2021 — Помнишь

### Озвучивание
- 1988 — Дама с попугаем — вокал
- 1988 — Трагедия в стиле рок — вокал
- 2000 — Каменская — вокал
- 2002 — Опасная прогулка — читает текст
- 2008 — Гитлер капут! — вокал
- 2018—2019 — Простоквашино — пёс Шарик (1—29 серии)

### Дубляж
- 2005 — мультфильм «Кошмар перед Рождеством» (1993) — доктор Финкельштейн[35]
- 2005 — мультфильм «Правдивая история Красной Шапки» — Волк[36]
- 2008 — мультфильм «Приключения Лотты из Самоделкино» (2006) — кот Гарик[37]

### Песни в фильмах
- «Я милого узнаю по походке» — из телефильма «Старые песни о главном».
- «Кони привередливые» — из телефильма «Старые песни о главном 3».
- 2012 — Саундтрек к фильму «Матч» («Победа за нами»). Автор музыки Аркадий Укупник, автор слов Евгений Муравьёв[38].

## Радиоспектакли
- 2015: «Жужа. Свет звезды». (авторы Коротич Александр — Милоянин Тимур) — Ворон-пират (музыкальный спектакль издан на CD)
- 2018: «Жужа. Песни и пляски». (авторы Коротич Александр — Милоянин Тимур) — Песня Ворона-пирата (в составе сборника песня издана на CD и виниловой грампластинке)